# Zisterzienserinnenabtei Moncé
Die Zisterzienserinnenabtei Moncé (auch: Moncey) war von 1209 bis 1792 ein Kloster der Zisterzienserinnen in Limeray, Département Indre-et-Loire, in Frankreich.

## Geschichte
Die örtliche Herrschaft stiftete 1209 zwischen Blois und Tours am Ufer der Cisse das Zisterzienserinnenkloster Moncé (von lateinisch Mons coelestis = Himmelberg), das als Priorat dem Kloster Savigny unterstellt wurde und schon bald 50 Nonnen beherbergte. 1652 zur Abtei erhoben, wurde das Kloster 1792 durch die Französische Revolution geschlossen, später verkauft und abgebaut. Es sind nahezu keine Reste vorhanden. In Limeray erinnern nur noch der Name des am Ort erbauten Schlosses Moncé sowie die Straßennamen Rue de Moncé und Rue des Caves de Moncé an das einstige Kloster.